# Liste der Kulturdenkmale in Niederhohndorf
Die Liste der Kulturdenkmale in Niederhohndorf enthält die in der amtlichen Denkmalliste des Landesamtes für Denkmalpflege Sachsen ausgewiesenen Kulturdenkmale im Zwickauer Ortsteil Niederhohndorf.

## Legende
- Bild: Bild des Kulturdenkmals, ggf. zusätzlich mit einem Link zu weiteren Fotos des Kulturdenkmals im Medienarchiv Wikimedia Commons. Wenn man auf das Kamerasymbol klickt, können Fotos zu Kulturdenkmalen aus dieser Liste hochgeladen werden:
- Bezeichnung: Denkmalgeschützte Objekte und ggf. Bauwerksname des Kulturdenkmals
- Lage: Straßenname und Hausnummer oder Flurstücknummer des Kulturdenkmals. Die Grundsortierung der Liste erfolgt nach dieser Adresse. Der Link (Karte) führt zu verschiedenen Kartendiensten mit der Position des Kulturdenkmals. Fehlt dieser Link, wurden die Koordinaten noch nicht eingetragen. Sind diese bekannt, können sie über ein Tool mit einer Kartenansicht einfach nachgetragen werden. In dieser Kartenansicht sind Kulturdenkmale ohne Koordinaten mit einem roten bzw. orangen Marker dargestellt und können durch Verschieben auf die richtige Position in der Karte mit Koordinaten versehen werden. Kulturdenkmale ohne Bild sind an einem blauen bzw. roten Marker erkennbar.
- Datierung: Baubeginn, Fertigstellung, Datum der Erstnennung oder grobe zeitliche Einordnung entsprechend des Eintrags in der sächsischen Denkmaldatenbank
- Beschreibung: Kurzcharakteristik des Kulturdenkmals entsprechend des Eintrags in der sächsischen Denkmaldatenbank, ggf. ergänzt durch die dort nur selten veröffentlichten Erfassungstexte oder zusätzliche Informationen
- ID: Vom Landesamt für Denkmalpflege Sachsen vergebene, das Kulturdenkmal eindeutig identifizierende Objekt-Nummer. Der Link führt zum PDF-Denkmaldokument des Landesamtes für Denkmalpflege Sachsen. Bei ehemaligen Kulturdenkmalen können die Objektnummern unbekannt sein und deshalb fehlen bzw. die Links von aus der Datenbank entfernten Objektnummern ins Leere führen. Ein ggf. vorhandenes Icon  führt zu den Angaben des Kulturdenkmals bei Wikidata.

## Niederhohndorf
| Bild                                    | Bezeichnung                                                                                  | Lage                                | Datierung                                   | Beschreibung | ID       |
| --------------------------------------- | -------------------------------------------------------------------------------------------- | ----------------------------------- | ------------------------------------------- | --- | -------- |
| Direkt Bild zu diesem Denkmal hochladen | Wohnstallhaus, Scheune und Seitengebäude eines Dreiseithofes                                 | Niederhohndorfer Querweg 18 (Karte) | 2. H. 18. Jh.                               | geschlossen erhaltene Hofanlage von ortsgeschichtlicher und heimatgeschichtlicher Bedeutung. Wohnstallhaus: zweigeschossig, Erdgeschoss massiv, unterfahren und verändert, Fachwerk-Obergeschoss, strebenreich, engstilig, zweiriegelig mit breit ausgebildeter Schwelle und Rähm sowie Füllhölzern, Krüppelwalmdach, Dachdeckung mit entstellenden glasierten Falzziegeln, 2. Hälfte 18. Jahrhundert, eine Giebelseite gedämmt und verputzt. Seitengebäude: zweigeschossig, Erdgeschoss massiv, Fachwerk-Obergeschoss, Holztore und Türen erhalten, 2. Hälfte 19. Jahrhundert, breit gelagerter Bau, Satteldach. Scheune: eingeschossig, mit großem Holztor, Streben gezapft, Krüppelwalmdach, Anfang 18. Jh., vermutlich nachträglich verlängert, Giebeldreieck verbrettert mit Krüppelwalmdach, alle Streben gezapft, dominante Ortslage daher wichtig für das Ortsbild, der Denkmalwert des Hofes ist jedoch als gering einzuschätzen auf Grund vielfacher Bauveränderungen und eines geringen Alters sowie einfacher Konstruktionen, evtuell später aus der Denkmalliste streichen! (Koch 3. August 2006).                   | 09231565 |
| Direkt Bild zu diesem Denkmal hochladen | Wohnstallhaus, Scheune, und zwei Seitengebäude sowie Reste der Miststatt eines Vierseithofes | Niederhohndorfer Straße 28 (Karte)  | um 1800 (Wohnstallhaus: geschätzte Bauzeit) | geschlossen erhaltener Bauernhof von sozialgeschichtlicher, baugeschichtlicher und stadtentwicklungsgeschichtlicher Bedeutung. Wohnstallhaus: um 1800, rechteckiger Grundriss, ursprüngliche Gliederung erhalten, Erdgeschoss massiv, Fachwerk-Obergeschoss strebenreich, gezapfte Holzverbindungen, zweiriegelig, Satteldach, im Schiefergiebel Inschrift: „Arthur Vorberger“, rückwärtiger Anbau zweigeschossig mit Fachwerk und Satteldach. Seitengebäude: an der Einfahrt massiv zweigeschossig, um 1900, mit schönen Toren aus der Bauzeit, zweiachsiger Dacherker. gegenüber liegendes Seitengebäude: zweigeschossig, massiv, um 1900, Krüppelwalmdach mit Biberschwanzdeckung. Scheune: eingeschossig mit Drempel, Fachwerk, 1. Hälfte 19. Jahrhundert, original und unverändert erhalten mit den originalen Schiebetoren, Satteldach, Miststatt mit Ziegeleinfassung. | 09231546 |
| Direkt Bild zu diesem Denkmal hochladen | Scheune eines Vierseithofes                                                                  | Niederhohndorfer Straße 32 (Karte)  | 2. Hälfte 19. Jh.                           | Hofcharakter nicht erhalten, Scheune weist einige Veränderungen auf, der Denkmalwert ist als gering einzuschätzen, bei Überprüfung der Denkmallisten war eine Streichung vorgesehen. Zwischenzeitlich erfolgte jedoch eine denkmalgerechte Sanierung, sodass das Gebäude in der Denkmalliste belassen wurde. | 09231547 |
| Direkt Bild zu diesem Denkmal hochladen | Seitengebäude eines Vierseithofes                                                            | Niederhohndorfer Straße 40 (Karte)  | 1733 d.                                     | markantes original erhaltenes Fachwerkgebäude mit 16-bogiger Oberlaube von großer hausgeschichtlicher Bedeutung. 16-jochige Oberlaube mit aufgeblatteten Kopfstreben, ansonsten Streben in Schwelle gezapft und auf Rähm aufgeblattet, Kehlbalkendach mit einfach stehendem Stuhl mit Blattsassen der ehemaligen Fußstreben an den Stuhlsäulen. | 09231548 |
| Direkt Bild zu diesem Denkmal hochladen | Spätes Wohnhaus eines ehemaligen Vierseithofes                                               | Niederhohndorfer Straße 45 (Karte)  | 1914                                        | typischer Putzbau mit Zierfachwerk, 1. Hälfte 20. Jahrhundert, von baugeschichtlichem Wert. Wirtschaftsgebäude des Hofes nicht mehr erhalten, Wohnhaus von städtischem Charakter aus giebel- und traufständigen Gebäudeteilen bestehend mit vorkragenden Satteldächern, Zierfachwerk im Giebeldreieck, Putzbau, zweigeschossig, Fensterläden, mit Sockel heute Theumaer Schiefer, Erdgeschoss des einen Gebäudeflügels bis zum Erdgeschoss mit Schiefern verkleidet. | 09231549 |
| Direkt Bild zu diesem Denkmal hochladen | Seitengebäude eines Dreiseithofes                                                            | Niederhohndorfer Straße 49 (Karte)  | um 1700                                     | zeittypisches relativ gut erhaltenes Fachwerkhaus von bau- und sozialgeschichtlicher Bedeutung. rechteckiger Grundriss, zweigeschossig, Erdgeschoss Ziegelmauerwerk verputzt, Fachwerk-Obergeschoss zweiriegelig mit Streben, der neuere Teil ohne Streben mit Heuluke, Satteldach, älterer Teil mit Schiffchenkehlen an der Schwelle sowie im Dachbereich aufgeblattete Fußstreben. | 09231550 |
| Direkt Bild zu diesem Denkmal hochladen | Schuppen und Scheune eines Vierseithofes                                                     | Niederhohndorfer Straße 52 (Karte)  | 1889                                        | späte ländliche Wirtschaftsgebäude in gutem Originalzustand von baugeschichtlichem Wert. Schuppen und Scheune Preußisches Fachwerk, eingeschossig mit Drempel, die Scheune am Rähm bezeichnet 1889, große Holzschiebetore original erhalten, Satteldächer, Sockel der Scheune Bruchsteinmauerwerk. | 09231551 |
| Direkt Bild zu diesem Denkmal hochladen | Scheune, zwei Seitengebäude und Wohnstallhaus eines Vierseithofes                            | Niederhohndorfer Straße 54 (Karte)  | um 1800                                     | geschlossen erhaltener Bauernhof in sehr gutem Originalzustand von baugeschichtlicher und sozialgeschichtlicher sowie stadtgeschichtlicher Bedeutung. Wohnstallhaus: zweigeschossiges Fachwerkgebäude, Erdgeschoss massiv, Fachwerk-Obergeschoss, strebenreich, engstielig, Mitte 18. Jahrhundert, Schwellen mit Schiffchenkehlung, eine original große Fensteröffnung noch erkennbar, steiles Satteldach, im hinteren Bereich Anbauten, massiv unterfahren, schöne Tür aus der Zeit der Unterfahrung – zweiflügelig mit schmalem Oberlicht, Stalltüröffnung erhalten, Fenstergewände teilweise erhalten und überputzt. Seitengebäude straßenseitig: eingeschossig mit Drempelgeschoss, massiv, ursprünglich vermutlich mit Werkstatt, großes breit lagerndes Segmentbogenfenster, Segmentbogentor, flach geneigtes Satteldach, 1881. Seitengebäude: 1. Hälfte 19. Jahrhundert, mit dreijochiger Kumthalle, Erdgeschoss massiv, Fachwerk-Drempelgeschoss mit Ladeluke, Satteldach. Scheune: großer Baukörper, Fachwerk, eingeschossig, mit Drempelgeschoss, großes originales Holzschiebetor, um 1800, Satteldach, Giebel massiv. | 09231552 |
| Direkt Bild zu diesem Denkmal hochladen | Zwei Seitengebäude sowie Reste der Hofpflasterung eines Vierseithofes                        | Niederhohndorfer Straße 68 (Karte)  | 1911 Torhaus                                | zeittypische Fachwerkgebäude in sehr gutem Originalzustand von ortsgeschichtlicher und baugeschichtlicher Bedeutung. Seitengebäude/Torhaus: Erdgeschoss massiv, Fachwerk-Obergeschoss, Dacherker, Satteldach, Heuaufzug, ein Giebel massiv, 1911. Seitengebäude mit Oberlaube: Erdgeschoss um 1900 massiv unterfahren, Fachwerk-Obergeschoss Mitte 18. Jahrhundert, Oberlaube über gesamte Gebäudetraufseite, heute verschalt. Nebenanlage/Bauernhofbestandteil: Reste der Hofpflasterung. | 09231553 |
| Direkt Bild zu diesem Denkmal hochladen | Wohnhaus in offener Bebauung                                                                 | Niederhohndorfer Straße 86 (Karte)  | 1935                                        | Fertigteilhaus in sehr gutem Originalzustand von bauhistorischer Bedeutung. Rechteckiger Grundriss, eingeschossig mit ausgebautem Dach, Holzfertigteilhaus, Sockel aus doppelt gebrannten Klinkern, fast quadratische Rechteckfenster – zweiflügelig mit Sprossenteilung, teilweise als Fensterband ausgebildet, seitlich Eingangsbereich als Holzvorbau mit einläufiger Treppe, steiles Satteldach mit zwei holzverschalten Gauben mit flachem Walmdach. | 09299876 |